# Comunitatea arabă americană din Dearborn, Michigan
Înfloritoarea comunitate Arabă-Americană din Dearborn, Michigan
Centrul Islamic al Americii din Dearborn, Michigan, este cea mai mare moschee din Statele Unite. Clădirea se află în mijlocul mai multor biserici dintr-o suburbie prosperă a Detroit - ului,  și în fața ei este ancorat un mare steag american.
Oricine spune că nu poți fi atât musulman cât și american trebuie să meargă la Dearborn.
Acest oraș încântător deține cel mai ridicat procent național de cetățeni arabi americani. Aproximativ 60% din locuitorii Dearborn - ului sunt descendenți arabi, și în întreaga arie a Detroit – ului, mai mult de 200.000 de oameni sunt arabi americani.
Dearborn a început să atragă imigranți arabi în perioada anilor 1930 când Henry Ford a deschis în oraș fabrica de mașini. Locurile de muncă din industria auto au atras mulți lucrători din Liban, Siria, precum și Yemen. În  deceniile următoare orașul a avut un aflux considerabil de palestinieni și irakieni. Acești oameni au construit o comunitate arabă americană diversă și înfloritoare,  un fel de China Town cu „scenariu” arab. Restaurantele, în special, au atras mulți vizitatori în oraș, pentru mâncarea specifică din Dearborn, având -atunci și acum- o binemeritată reputație de excelență.       
Atacurile teroriste din 11 septembrie 2001 au făcut viața mai dificilă pentru rezidenții Dearborn-ului. Unii oameni au primit scrisori/citații de la Departamentul de Stat al Statelor Unite cerându-li-se să se prezinte  pentru un interviu; alții au fost chemați ca fiind "deținuți de interes special". La nivel național,  s-au impus condiții mult mai stricte asupra imigranților proveniți din țări arabe și musulmane, ceea ce i-a afectat pe cei care doreau să-și alăture rudele în Statele Unite. Apoi, un individ psihopat din Texas a vrut să ardă un Coran, ceea ce a dus la controverse internaționale. 
Pentru a combate creșterea neîncrederii și prejudiciul adus arabilor americani, comunitatea din Dearborn  a strâns bani pentru un proiect pe care și-l doreau de mai multă vreme: Muzeul Național Arab American.
Cu un design deosebit, această clădire, deschisă  în 2005, explorează bogăția și varietatea culturală , istoria și tradițiile lumii arabe. Este cel mai bun loc din Statele Unite pentru a învăța despre acest grup etnic, oameni - care prea des - sunt fie trecuți cu vederea, fie greșit înțeleși. 
Se poate vorbi în principal despre comunitatea libaneză din Derborn. Pericolele și greutățile create de Războiul civil din Liban i-a determinat să își caute refugiul în Dearborn.  Astfel, au construit o nouă viață pentru ei și familiile lor în Dearborn .
Muzeul găzduiește exponate purtând originile culturii arabe, care a avut importante contribuții pentru întreaga lume. Între secolele 9 și 10, de exemplu, savanții arabi au conservat și au îmbogățit cunoștințele antice ale civilizațiilor precedente din Persia, India, Grecia și Roma. Un alt exponat descrie întrepătrunderea originilor credințelor evreiască, creștină și islamică, toate au prins rădăcini în același mic colț al lumii (suntem cu toții „verișori” într-un același arbore genealogic). 
O hartă mare furnizează catalizatorul pentru o discuție privind ceea ce înseamnă ARAB cu exactitate. Punctând  în 22 de națiuni răspândite din Africa până în Asia, caracteristicile care le reunesc :
•	toate au limba arabă ca limba principală ;
•	toate sunt membre ale Ligii Națiunilor Arabe ;
•	toate au tradiții culturale comune și o istorie partajată .
Iraq este o națiune arabă dar vorbitorii de persană din Iran - nu sunt. 
În timp ce 90% din lumea arabă este constituită din musulmani, oamenii săi urmează și alte religii, incluzând iudaism, sufism și creștinism ; arabii reprezintă doar 25% din întreaga populație musulmană a lumii. 
„Orientul Mijlociu” este de fapt un termen geopolitic atribuit de britanici  în  secolul 19.  Mulți oameni cred că este sinonim cu lumea arabă, dar nu este. Cea mai mare întindere de țări arabe se află de fapt în Africa. 
Alte exponate sunt axate pe experiența imigrantului arab american. Primul vorbitor înregistrat de arabă care a ajuns în America a fost Zammouri, un sclav devenit explorator și vindecător faimos în urmă cu cinci secole. Primul mare val de imigranți arabi a venit în Statele Unite între 1880-1924 când 20 de milioane de oameni, mulți dintre ei creștini, au emigrat din Levant (partea estică a regiunii mediteraneene care include Liban și Siria). 
În anii 1930, numeroși palestinieni au venit în Statele Unite, urmând în 1960 mii de arabi, care au fost recrutați de Guvernul Statelor Unite datorită valoroaselor lor aptitudini tehnice. Mai recent, mulți imigranți arabi au venit în America, fugind de turbulențele politice și iminența unui al doilea război în patria natală. 
Muzeul relatează unele dintre poveștile de viață ale acestor imigranți. Când trebuie să lași în urmă tot ce ai deținut, orice este păstrat devine incredibil de prețios.
Multă lume nu știa despre această comunitate ( majoritatea americanilor nu știau mult despre această comunitate, constituind oarecum o minoritate invizibilă, deoarece, până destul de recent, nu a existat în SUA un recensământ referitor la oamenii cu descendența arabă). 
Ochii s-au deschis prin intermediul unei expoziții pe media. Într-un studiu, dintre 1.000 de filme făcând o referire la arabi, 12 avut reprezentări pozitive, 56 au fost neutre, iar restul negative.
Acest muzeu contribuie la schimbarea percepțiilor greșite. 
În Dearborn există liceul Fordson, cu un procent de 99% arabo americani. Echipa lor de fotbal respectă tradițiile din timpul nopților de Ramadan, dar este totuși similar oricărui alt liceu din SUA. Și vedem expuneri ale câtorva americani de faimă,  cu descendența arabă, incluzând poetul Naomi Shihab Nye, astronautul Christa McAuliffe,  jurnalistul Helen Thomas și senatorul american George Mitchel.
Străzile învecinate muzeului găzduiesc restaurante, magazine alimentare și magazine de dulciuri; magazinele comercializează alimente „halal” („halal” se referă la prepararea conform regulilor  religioase islamice, adică permisă de islam). Mâncarea are un rol vital în convergența culturilor, iar în Dearborn este incredibil de delicioasă - magazinele alimentare, asemănătoare oricărui magazin, se remarcă printr-o mulțime de produse cu etichete arabe,  și în special prin varietatea impresionantă de măsline, unele chiar neobișnuite. Sunt prezente „Good Burger”- o variantă libaneză a hamburgerului, „Sheeba”- unde se poate savura tradiționala patiserie yemenită, „Hashem’s Nuts & Coffee Gallery”, remarcabilă pentru cafeaua nemaipomenită, „Shatila Bakery” renumită pentru dulciurile faimoase, restaurantul „Al Ameer”, cu preparate delicioase și premiat cu James Beard. Tradițiile culturale se reflectă și în specificul culinar, bine reprezentat în Dearborn .
Centrul Islamic al Americii se remarcă printr-un spațiu deosebit de elegant, ornat cu versete caligrafice din Coran. Comunitatea libaneză din Dearborn se distinge prin complexitate și diversitate, mai mult decât alte comunități din America. La nivel educațional,s-au afirmat prin excelență poeți, medici , profesori - unii dintre ei religioși, alții nu. 
În împrejurimile Detroit-ului se găsesc multe alte enclave arabe americane. Dearborn poate fi considerată cea mai mare și cunoscută dintre ele. 
Michigan - în particular sud estul Michigan-ului- continuă să atragă atât de mulți imigranți din lumea arabă, încât creează una dintre cele mai mari com==Mioara==unități arabe din afara Orientului Mijlociu.
Arabii americani constituie un grup caracterizat prin diversitate, provenind din 22 de țări care constituie lumea arabă, dar care nu împart o istorie comună. Un recensământ datând  din 2010 ar aproxima la câteva sute de mii de locuitori arabi americani în Michigan, dar acest număr ar reprezenta numai comunitatea celor care locuiesc în metropola Detroit.
La finalul secolului 19, arabii au început să vină în Michigan.  Primul val a fost constituit de libanezi și creștini din Siria.  Imigranții au venit în special la începutul secolului 20, atunci când industria auto din Detroit a luat avânt.  
Nu este un stereotip faptul că arabii dețin majoritatea benzinăriilor și magazine de băuturi alcoolice în metropola Detroit . Este un aspect de acuratețe, datorat valurilor de imigranți timpurii din Liban și Siria. 
După cel de al doilea război mondial, odată cu declinul industriei auto, imigranții au încetat să mai să mai vină în Detroit. Dar Detroit devenise deja centrul Americii arabe. Orientul Mijlociu a suferit dificultăți în evoluție, cu oamenii care au continuat să plece pentru a veni în Michigan, Dearborn devenind un magnet particular.
Orașul a început să își contureze specificul în 1975, odată cu izbucnirea războiului civil în Liban. În acele timpuri, o mulțime de musulmani libanezi, proveniți în special din sud-estul Libanului, familii întregi         - chiar așezări cu totul - au venit și s-au stabilit în Dearborn. 
Dearborn constituie o comunitate arabă americană unică la nivel național, dar și dispersat printre micile comunități arabe din jurul metropolei Detroit. 
Comunitatea din Dearborn este preponderent musulmană, cu o majoritate șiită.  În lumea musulmană, șiiții constituie o minoritate. Sunt reprezentanți preponderent de  libanezi, cu mici „inserții” de irakieni,  yemeniți și palestinieni. 
Pentru prima dată, arabii au ajuns în America în 1870.  Majoritar erau libanezi, mai precis din zona Muntele Liban (din provincia otomană Siria, care a devenit un Liban Independent după al doilea război mondial). Diaspora libaneză din vestul Africii, America latină și Caraibe, Australia, avea tendința de a se concentra pe comerț, încorporând familii extinse ca forță de muncă necesară pentru magazine și activități comerciale. În  Statele Unite experiența arabă a fost puțin diferită : primii libanezi erau bărbați singuri care călătoreau din vestul statului Ohio până către Munții Rocky cu articole de galanterie, diverse bunuri și alte mici mărfuri,  mutându-se din fermă în fermă, din oraș în oraș, vânzându-și produsele. Cei care reușeau aveau tendința să se mute în zone metropolitane ca Detroit sau Chicago și să încurajeze și imigrația altora din familiile lor sau orașe din Liban. Odată ce cât mai mulți libanezi au fost în stare să producă destui bani încât să deschidă magazine, ei au început să trimită sumele pentru familiile lor. Aceasta este povestea obișnuită a unui emigrant în Statele Unite,  povestea stabilirii unui grup etnic într-un oraș particular sau într-un cartier. 
Odată ce industria auto a transformat peisajul economic al orașului Michigan, ea a restructurat, de asemenea,  înmuguritoarea comunitate arabă americană. Cum politicile rasiste de angajare ale lui Ford excludeau în general african-americanii din a lucra în industria auto, creșterea marcantă a industriei a însemnat o mulțime de joburi pentru noii imigranți. Totuși, deși puteau să muncească cu Ford și cu alții, ei sufereau din cauza efectelor de discriminare în operațiunile zilnice de pe plantații : chiar și astăzi, un înalt procentaj disproporționat de slujbe periculoase se duc către imigranții arabi care nu au niciun fel de suport din partea uniunii sau rețele de întreprinderi informale care le-ar putea permite să ceară poziții mai bune pe linia de producție.
Dezvoltarea Industriei auto de-a lungul secolului 20 explică, de asemenea, foarte bine structura spațială orașului  Dearborn. Comunitatea arabă americană s-a concentrat gradat în casele de tip "rând" construite de Henry Ford, mai degrabă în umbra plantației Rouge. Dar nu numai comunitatea arabă americană a găsit siguranță financiară în salariile mari plătite de Henry Ford. Către anii 1950, peste 50 de limbi erau vorbite în cartierele muncitorești din sudul și estul orașului Dearborn.
Sudul Dearborn-ului încă  arată ca un oraș companie, cu multe dintre aceleași case stând în grile meticulos culcate.  Dar cartierul este mult mai mic, iar aerul prosperității a făcut loc vizibilelor urme ale problemelor sociale și economice existente în metropola Detroit.  Acum, comunitățile Dearborn-ului sunt spațial cuprinse , împărțite între cei a căror platformă din clasa de mijloc le-a permis să înfrunte scăderea economiei din Michigan din anii 1970-1980 și cei care se luptă să parcurgă complexitățile unei piețe a muncii segmentate și a scăderii birocrației de servicii sociale.
Comunitatea arabă americană, împreună cu alte minorități, a fost afectată de aceste schimbări. Cu toate acestea, Dearborn și-a asumat o importanță culturală independentă de industria auto. Datorită valurilor mari de imigranți libanezi odată cu izbucnirea primului război mondial și cu decesul Imperiului Otoman,  Dearborn a devenit un centru al migrării  libaneze și arabe . Istoriile și genealogiile familiale au situat Dearborn-ul alături de Ierusalim sau Beirut. Arabii care au urmărit afluența inițială de  comercianți libanezi, au înfruntat realitățile severe ale diasporei. Cei mai  mulți dintre imigranții de după al doilea război mondial, care veneau din Orientul Mijlociu, au fugit de condițiile economice severe pe care le impunea războiul ; acesta a fost cazul palestinienilor ajunși după crearea statului Israel în 1948 și a unui nou val de libanezi la începutul războiului civil din anii 1970, și ulterior valului  provocat de invazia israeliană din 1981.
Spre exemplu, Liban a fost unul dintre cele mai problematice locuri pentru diferențele dogmatice în Lumea Arabă, dar de fapt sectarismul nu s-a dezvoltat niciodată  în sud-estul Michigan-ului cu aceeași virulență ca în Liban, în timpul războiului civil. Deși relațiile dintre creștini și musulmani au coborât și au urcat odată cu variatele etape ale războiului din Liban, mulți dintre cei care au scăpat de război au încercat în mod activ să lase în spatele diferențelor politice și comunale atât de tumultoase . Mai degrabă, diviziile mai inteligibile  în comunitatea arabă americană coexistă alături de linii și niveluri de clasă ale asimilării culturii.
Cei mai recenți imigranți au pus accentul pe îmbinarea cu percepții din cultura americană. În general puțini la număr, aceștia au avut tendința de a înființa rădăcini în comunitățile anglo-americane, deseori prin vânzări „din ușă-n ușă”.
Comunitatea adunându-se în Dearborn în perioada de după al doilea război mondial, s-a dezvoltat o identitate culturală mult mai coezivă; au putut fi remarcate mai multe afirmații publice a moștenirii arabe în fața magazinelor, a adunărilor sociale și practicilor religioase. Simbolurile magazinelor,  spre exemplu, au desemnat nume arabe mai degrabă decât versiuni engleze, iar familiile și-au însușit  respectul religios din casă până în locurile publice pentru cult . Treptat, stigmatul social „de a fi diferit" simțit de mulți arabi americani  a dus la din ce în ce mai multe proclamatii publice și politice  a identității arabe americane in anii 1970. 
În vreme ce populația arabă din Michigan, încă în mare parte libaneză până în al doilea război mondial, s-a dezvoltat economic,  curentul de rezidenți în suburbiile crescânde din Dearborn și Detroit devenea din ce în ce mai prosper. Dearborn a devenit progresiv mult mai important ca zonă unde noii imigranți puteau sa învețe  engleza,  sa se asimileze unei culturi americane arabizate, și,  dacă au reușit, să își urmeze  predecesorii în comunități mai prospere.
Ultimii emigranți în Detroit sunt șiiții din satele și orașele din sudul Libanului.  Cel mai târziu au sosit libanezi din orașe ca Bint Jbeil și Tibnin,  alții din Deir Mimas. 

### Demografie- Populație
Arabii americani nu sunt oficial recunoscuți ca o minoritate federală. De aceea, este dificil de determinat numărul arabilor americani în Michigan . Departamentul de Sănătate din Michigan și Zogby International estimează a fi intre 400.900 și 490.000.  În zona Detroit, numărul estimat se situează între 300-350.000 . Zogby estimează că Michigan constituie o a doua zonă în Statele Unite populată de comunitatea arabă americană, după California. Comunitatea arabă americană este cel mai concentrată în sud estul Michigan-ului (spre deosebire de populația  arabă americană din California, care este mult mai dispersată). Detroit găzduiește  o populație diversă de arabi americani.  Se pare că arabii americani constituie o a treia ramură etică în statul Michigan.
Originile arab americanilor
•	lumea arabă include 22 de țări, din nordul Africii către Vest până la Golful Arabic ;
•	 arabii sunt diverși din punct de vedere etnic, religios și politic, dar descendența lor lingvistică și moștenirea culturală sunt aceleași ; 
•	nu toți arabii sunt musulmani ;
•	nu toți musulmanii sunt arabi ;
•	arabii americani au început să vină în Statele Unite de la sfârșitul secolului 19 și începutul secolului 20 .
Populația arab americană 
•	în prezent sunt peste 3,5 milioane de arabi americani în  Statele Unite ;
•	aproximativ  1 din 3 arabi americani locuiesc într-una dintre cele mai mari metropole ;
•	90% locuiesc în orașe ;
•	66% din arabi americani locuiesc în 10 State ;
•	33% în California, Michigan și New York/New Jersey ;
•	orașele  cu cel mai bine reprezentată populație arab americană sunt Los Angeles, Detroit, New York, Chicago și Washington D.C. .
Naționalități
Populația Estimată 
Libanezi/Sirieni	1,600,000
Palestinieni/Iordanieni	180,000
Egipteni	360,000
Irakieni	160,000
Marocani	100,000
Alții 	600,000
Total	3,000,000

### Metodologie și abordare
Este important că vedem șiismul în America în cadrul experienței unei minore comunități  religioase. Pornind de la acest fapt, se poate explora înțelegerea de sine și exprimarea șiitului în America, rugăciunea la moscheile/centrele individuale în termeni aparținând mediului intern al acestora – fundalul etnic al membrilor săi, atitudinea, se pot înțelege reacțiile conducerii și a constituenților – și în termeni ai relației lor cu aspectul cultural înconjurător și instituțiile sale etnice, sociale și politice. 
Studiind interacțiunea dintre religie și cultură,înțelegem  modul cum islamul și-a format o conștiință civilă și politică a șiismului în America. Conexiunea dintre loialitatea religioasă și identitatea etnică se afla sub influența textelor și autorităților religioase în crearea unei experiențe religioase șiite. Observând complexiatatea variatelor contribuții ale șiiților americani, se conturează o imagine a implicării lor active în mediul social și religios al Americii. Desigur , nu toți șiiții se definesc pe ei înșiși ori se angajează cu alții  în moduri similare. 
Urmărirea originilor și a înființării  unei comunități imigrante este plină de dificultăți, în special atunci când sursele documentării sunt aproape inexistente ; multe se bazează pe povestirile anecdotice ale membrilor vârstnici din comunitatea șiită din Dearborn și Michigan. Deosebit de utile sunt arhivele din Muzeul Național Arab American din Detroit. Aceste resurse sunt folosite în conjuncție cu material alternat din variate lucrări etnografice și diferite genuri literare care menționează prezența șiiților în comunitățile locale.  
Cercetarea comunității șiite se bazează pe sondaje,chestionare și interviuri. Datele statistice incluse în cartea "Șiismul în America " de Liyakat Nathani Takim (New York University Press, 2009)  prezintă o ancheta efectuată în  2006; trimisă la 105 centre Shiya din America , s-a primit răspuns de la 32 de lideri sau conducători ai comunităților respective. Întrebările care au fost adresate s-au referit  la următoarele aspecte : (1) când a fost înființat centrul , (2) compoziția etnică a membrilor care frecventează centrul, (3) provocările contemporane cu care se confrunta centrul , (4)dialogul – interfața , (5) implicarea civica și politică, (6) implicarea tinerilor în centru, (7) modul în care centrul se identifica pe sine . 
Până în prezent, nu s-a elaborat un studiu al comunității șiite americane. Studiile academice ale musulmanilor șiiți au fost adesea inserate în cadrul discursurilor despre islamul sunnit. Când cercetătorii au discutat despre șiism în America,  abordarea lor a fost etnografică.  Diversitatea etnică a șiismului american a încurajat mai degrabă studiul comunităților locale, decât comunitatea șiită (Shia) în întregime. În studiul sau etnografic de pionierat, Linda Wallbridge se ocupă de istoria și provocările contemporane ale comunității libaneze din Dearborn, Michigan, fără sa îl uite însă pe Imam : șiismul libanez într-o comunitate americană.
Diferitele grupuri etnice șiite și-au adoptat expresiile culturale și religioase în contextul american .
Originile și experiența primilor coloniști șiiți în America trebuie contextualizate într-un  cadru mai  vast  al prezenței primilor musulmani sunniți în America . Șiiții și sunniții au ajuns aproximativ în același timp, s-au rugat împreună, au împărtășit experiențe similare și au întâlnit aceleași provocări. În ceea ce privește relațiile sunnite-șiite  din America , simbioza dintre cele doua comunități a arătat că foarte mulți coloniști musulmani nici măcar nu își dădeau seama de diferențele dogmatice care îi distingeau. 
Savanții islamului în America au documentat amplu prezența timpurie a musulmanilor în America. Unii au argumentat că musulmanii ajunseseră aici cu aproape două secole înainte de Cristofor Columb. Acești musulmani ar fi venit din Spania și coasta nord-vestică a Africii și ar fi ajuns atât în America de Sud cât și de Nord. Alți musulmani, precum Mandikos, au explorat aparent multe zone ale Americii de Nord și au lăsat în urma lor scrieri și gravuri. Sunt savanți care susțin că exploratorii musulmani din Africa au încheiat căsătorii cu nativii americani și au introdus câteva arte și meșteșuguri în rândul  americanilor. În orice caz, cuvântul de ordine este prudența. Acestea sunt susținute de artefacte, inscripții, și  versiuni martor-oculare , destul de bogat amănunțite la acest punct.Pentru coroborarea acestora se impune intensificarea cercetării. 
Cea mai recentă consemnare valabilă a existenței musulmanilor în America datează din secolul 16. Se spune că Estevan,un ghid și interpret Marocan negru, ar fi ajuns în America prin intermediul unei expediții spaniole în 1527. 
Comunitatea timpurie musulmană americană a fost întâi compusă din robi aduși aici în timpul comerțului cu sclavi de pe Atlantic, în secolele 18 și 19. Nu există vreo evidență care să ne indice dacă între sclavi se aflau și șiiți pentru că până recent, șiismul nu s-a răspândit către Coasta Africană de Vest.
Unii savanți afirmă că imigrația arabă spre America Latină, ca efect al decretului Regal emis de Filip al II-lea în 1609 prin care s-a ordonat expulzarea a 300.000 de marocani din Spania, a început în prima parte a secolului 17. Migrația pe scară largă a început în 1870 într-o serie de valuri distincte. 
Primul val semnificativ de musulmani a sosit între 1875 și 1912. Ei au venit din zonele rurale aparținând Siriei Mari, care se afla sub dominația Imperiului Otoman. Cei mai mulți imigranți au lucrat în fabrici și mine, sau ca comercianți ambulanți.  Cei mai mulți din imigranții sosiți din Orientul Mijlociu erau creștini, dar o parte cuprindea sunniți, alawiți și druzi. Printre imigranții timpurii erau șiiți care acompaniau ceilalți emigranți din Orientul Mijlociu. Mulți au migrat pentru a fugi de recrutare în armata turcă, care, în opinia lor, era o forță de ocupație și nu era conectată la identitățile lor naționale. Alți musulmani încercau să îi întreacă pe creștini, care se întorseseră din Statele Unite cu averi considerabile. Un alt motiv al emigrării în această perioadă a fost afectarea economică și politică a Siriei Mari de către Primul Război Mondial. Datorită acestui fapt, mulți au ales să fugă din locurile lor natale. Acești emigranți timpurii s-au așezat în diferite părți din Statele Unite. O parte au mers în Ross, în Dakota de Nord , în 1899. După toate probabilitățile,  erau deja prezenți acolo câțiva șiiți  printre libanezii stabiliți în Ross. Alți șiiți s-au stabilit în orașul Michigan,  Indiana. 

### Comunitatea Șiită din Michigan
Mulți savanți ai islamului în America s-au focusat pe Dearborn, Michigan, ca fiind primul oraș în care s-au stabilit șiții. Dar povestea unei alte arii în care s-au stabilit șiiții, orașul Michigan, rămâne în mare parte nepovestită. La începutul secolului 20, micile comunități apropiate de Detroit și Chicago constituiau arii importante de stabilire pentru imigranții șiiți. Comunitatea șiită nativă din Michigan,  constituită de comercianți libanezi și sirieni, a construit una dintre primele moschei din America, în 1924.
Un imigrant timpuriu în Michigan a fost Hussein Hussein Ayad, care s-a născut în 1890 în Mazra’at al-Jazirat, pe malurile râului Litani din Liban. El a ales să vină în orașul Michigan în 1902 datorită prezenței unui număr de imigranți sirieni acolo . Ca mulți alții, el a muncit pentru o companie de trenuri, fixând liniile ferate, iar mai târziu a lucrat într-o fabrică siderurgică . Ayad spune că prima societate musulmană a fost formată în 1914 în Michigan. Numită „al–Badr al-Munir”, a fost condusă de Hussein Aboudheeb. Hussein Hakim, un rezident curent al orașului Michigan, afirmă că aceasta a fost prima organizație musulmană înregistrată în America. 
Potrivit spuselor lui Ayad, au fost mai mult de 200 de familii în Michigan în 1924, când era formatà Asser El Jadeed, o altă instituție locală, și prima moschee construită. Migrația și așezarea șiiților în Michigan, la începutul secolului 20, este mai mult coroborată de relatări anecdotice ale descendenților săi . Julia Harajali s-a născut în Michigan în 1920. Tatăl ei se așezase aici în 1907. După spusele ei, mulți dintre imigranții  șiiți timpurii  s-au stabilit mai degrabă în Michigan City, Indiana, decât în Detroit, astfel încât ei să poată lucra în fabrica de mașini Pullman. Ea atestă că între 1920 și 1930 a existat o comunitate șiită  vibrantă în Michigan, deși mulți au plecat în Dearborn când oportunitățile de angajare erau mai bune acolo.
Ron Amen, care lucrează la Muzeul Național Arab American din Detroit, își amintește că tatăl său se născuse în Michigan în 1918. Similar, Eddie Bedoun (Baydoun), un membru curent al Consiliului Centrului Național Islamic al Americii din Dearborn, menționează că bunicul său a venit în Michigan la începutul anilor 1900. Tatăl lui Bedoun, Hussein, a fost născut în oraș în 1912. Tatăl lui Hussein Hakim a migrat în America la începutul anilor 1900 și a fost recrutat în Armata Statelor Unite în 1913. Hakim își amintește că virtual toți șiiții din Michigan erau din Liban. El își amintește, de asemenea, ca puține familii șiite locuiau în Grand Rapids, Michigan. 
Printre imigranții către Michigan la începutul anilor 1900 era și un pasager la bordul Titanicului, care s-a scufundat în aprilie, 1912. Vaporul avea la bord cel puțin 3 șiiți, Fatima Masselmany  și cei doi verișori ai ei, Mustafa Nasr și Yousif Wazli. Fatima s-a născut în Tebnine în Liban; verișorii săi , care s-au înecat când nava s-au scufundat, veneau din Bint Jbeil . Cei trei plănuiseră să se stabilească în Michigan, și mai târziu la rezidenții din Dearborn. Fatima avea 17 ani când a ajuns în Michigan la câteva zile după tragedie, și a trăit cu fratele ei, Allie Masselmany, pe strada Wabash . Fatima, bine-cunoscută în Comunitatea din Michigan , s-a mutat mai târziu în Dearborn , unde a murit în 1971. 
Cum numărul de șiiți din Michigan a crescut, a existat nevoia unui lider care le-ar fi putut asigura o îndrumare religioasă membrilor comunității. Faimosul lider religios libanez șiit, imam Muhammad Jawad Chirri  (decedat în 1994), care a emigrat în Detroit în 1949, a petrecut doi ani în orașul Michigan în anii 1950, după o dispută apărută în comunitatea șiită din Detroit. 

### Șiiții din Dearborn
Istoria comunității șiite din Dearborn a fost documentată amplu de Linda Wallbridge. Prezența musulmanilor în metropola Detroit datează de la ultima decadă a secolului 19, când, rezidenții din Bekaa  (Liban) au părăsit provincia otomană. O parte din locuitori au părăsit Bekaa datorită creșterii populației, declinului sectoarelor mătase și viticultură,  și datorită instabilității create de războaiele civile de la mijlocul secolului, asmuțind creștini maroniți prezenți în Muntele Liban împotriva druzilor. Comercianții și vânzătorii musulmani  au urmat creștinii libanezi,  care emigraseră deja în America.
La sfârșitul secolului 19, se dezvolta o mică comunitate șiită în Detroit; mai mulți șiiți au venit să se alăture rudelor lor care erau deja stabilite acolo. Între 1900 și 1914 mai multe sute de imigranți din Orientul Mijlociu erau de diferite ramuri religioase. O comunitate de șiiți mai mare a început să se cristalizeze în 1922, ca și alți șiiți sosiți din zone ca India și Iran. 
Șiiții sosiți timpuriu în Detroit au venit datorită prezenței fabricii Ford, Detroit devenind o destinație foarte atractivă pentru imigranți în 1913, când Henry Ford a început să plătească foarte generos lucrătorii. Datorită oportunităților relativ favorabile din Detroit,  anumiți rezidenți șiiți din Michigan, Indiana s-au mutat în Detroit. 
Al doilea val de imigranți musulmani în America s-a desfășurat între 1918 și 1922, imigranții au venit în Detroit  din diferite părți ale lumii. Orientul Mijlociu a fost devastat nu numai de Primul Război Mondial, dar și de epidemii, invazii de lăcuste, valuri de căldură. Destrămarea Imperiului Otoman a fost urmată de ocuparea teritorială de către puterile coloniale vestice, Franța și Egipt. Mulți musulmani au preferat să emigreze decât a se confrunta cu turbulențele politice și greutățile economice din țările natale. Potrivit ziarului "Detroit Monthly", sate întregi din Liban s-au transplantat ,în timp, în zona Detroit.
În anii 1940, aproximativ 20 de familii sunnite și șiite s-au stabilit în zona Detroit. Khalil Awan,  membru activ al comunității șiite în Michigan, s-a născut în Statele Unite în 1930. El își amintește că bunica sa maternă a venit din Liban in 1898. Mama lui s-a născut în 1912 în Michigan. Multe familii șiite s-au stabilit în Michigan la începutul anilor 1900. Khalil își amintește de asemenea că tatăl sau a migrat în America Latină și apoi a venit în 1914 să muncească în Statele Unite , mai precis în Dakota de Sud. Dar, cum multe familii șiite erau stabilite în Detroit, tatăl lui Khalil s-a mutat în 1920 și el în Detroit. Khalil își amintește ca în anii 1930,  sunniții și șiiții participau la adunări religioase și sociale. Khalil Alwan relatează  că comunitatea a achiziționat o bancă și apoi au transformat-o , în 1940, într-un loc de întâlnire. The Hashemite Hall, așa cum a fost denumită după aceea, a servit ca important centru religios și social pentru comunitatea șiită până la începutul anilor ’60, când a fost construită o moschee permanentă.  Majoritatea întrunirilor de la Hall erau mai degrabă cu caracter social decât religios.
Din diverse motive,  Detroit a constituit un loc atrăgător pentru musulmanii din diferite școli de gândire și de fond.  De exemplu, liderul Ahmadi Mufti Muhammad Sadiq a mutat operațiunile centrale ale mișcări americane Ahmadiyya în suburbia Detroit din Highland Park la scurt timp după ce a ajuns, în 1920.  Aceasta a devenit Casa Karoub (Karoub House),  una dintre cele mai vechi moschei construite în Statele Unite. În 1922,  Muhammad Sadiq s-a mutat în Chicago, unde s-a constituit o altă comunitate musulmană considerabilă. 
Primul lider șiit a pus o mare presiune pentru a se conforma la moravurile americane și pentru a se asemăna culturii americane.  La început, în Statele Unite nici despre Istanbul, nici despre musulmani nu se cunoștea.  Se pare că nu exista carne halal, până în 1947. Asimilarea în cultura americană a fost resimțită la niveluri diferite.  Chiar și la locurile de întâlnire șiite ca Hashemite Hall se întruneau la evenimente ambele sexe, în contrast cu normele islamice.  Șiiții etichetau astfel de evenimente ca fiind „Jahilliyya” în natură.  Mai mult,  pentru o mai bună conformare la obiceiurile americane, comunitatea musulmană și-a ținut întrunirile  religioase duminicile în locul zilelor de vineri.  Se pare că comemorările Muharram au început să se țină în Dearborn numai după fondarea Centrului Islamic al Americii, în 1963.
Când au sosit primii șiiți în Detroit,  ei au încercat din greu să-și mențină credința în acest context alienat, deseori cu sprijin religios.  Educația religioasă pentru copiii și nepoții lor era limitată la duminici sau la clasele religioase.  Nici școlile,  nici afacerile înființate nu aveau facilitățile necesare pentru rugăciunile zilnice. Șiiții care doreau să țină post în cursul lunii Ramadan nu se puteau aștepta la ajutor sau învoiri de la muncă.  Circumstanțele erau foarte dificile, încât șiiții  s-au străduit pentru a-și menține credințele și identitatea religioasă și culturală diferite. 
Practicând islamul ca acasă,  s-a dovedit a fi dificil pentru acești pionieri șiiți. Imamul Mohammad Javad Chirri a fost unul dintre primii savanți șiiți, care s-a stabilit în America în 1949.  El nu a impus femeilor să poarte hijab.  El a fost mai mult preocupat ca oamenii să rămână sinceri față de credința lor, decât a insista pe modul islamic de a se îmbrăca.
Chiar și după deschiderea Centrului Islamic al Americii în 1963, aveau loc aici întâlniri sociale și nunți, acompaniate de muzică și dans, în timp ce predicile religioase erau ținute duminicile. 
Chirri a acceptat astfel de acte pentru a conserva unitatea comunității locale. Avea loc revoluția din Iran și valul masiv de imigranți libanezi și irakieni din anii ’80, care au condus la schimbări majore în centru. De acum femeilor li se cerea să poarte hijab în Centru, iar nunțile cu dans sau alte aniversări erau interzise.   În prezent multe organizații șiite sunt prezente în suburbia Dearborn, fiecare încercând să asiste la observarea identității și practicilor membrilor săi.
În aria metropolitană Dearborn, în prezent există aproximativ 490 000 de arabi, ei constituind o treime din populația totală a Dearborn-ului. De asemenea, există aproximativ 50 000 de irakieni. Arabii din Dearborn reprezintă cea mai mare concentrare de musulmani și arabi în Statele Unite, făcând-o a doua doar față  de Paris, pentru populația musulmană  din afara Orientului Mijlociu.  
În ceea ce privește populația șiită din America în prezent, întrucât recensământul american nu ia în considerare afiliația religioasă, cercetătorii au păreri diferite asupra numărului de musulmani din America. Se pare că ar totaliza în jur de 7 milioane. O încercare de a clasifica și de a  număra americanii musulmani, așază africanii americani la 42%, cei din sudul Asiei la 24,4%, arabi la 12,4%, africani 6,2%, iranieni 3,6%, cei din sud-estul Asiei la 2%, alte categorii la 5,4% . Se estimează că 20% din populația musulmană trăiește acum în California,  iar 16% în New York. 
În mod similar, nu există o estimare fiabilă cu privire la numărul șiiților din America.
Potrivit lui Jane Smith în „The Twelver Shi’is in America” (Oxford University Press, 2014), șiiți imamiți (80% dintre șiiți - isnașarism/geafarism)  împreună cu ismailiții formează aproximativ o cincime din comunitatea musulmană americană. 
De asemenea, populația șiită crește repede în Canada. Astfel, în ultimii 25 de ani, numărul șiiților canadieni a crescut de cinci ori, la 132.000 în 1996, cea mai rapidă creștere pe care o are orice religie în Canada. În perioada 1971 -1996, populația musulmană totală din Canada a crescut de la 93.000 până la aproximativ 450.000. Conform unor estimări, din cei 9,6 milioane de musulmani din America în 1995, 2 milioane erau șiiți.
Șiiții irakieni au venit între anii 1950 și 1960 ca studenți în Statele Unite. Înființarea Partidului Baas in 1958 și condițiile socio-economice volatile care au urmat au avut un rol decisiv. Cei mai mulți  șiiți irakieni provin din orașe precum Bagdad, Najaf, Kerbala sau Basra. Alți irakieni au căutat azil în America după 1979 când Saddam Hussein a venit la putere. Dispersați în diferite părți ale țării, aceștia sunt bine pregătiți, foarte calificați și destul de bogați, având afaceri înființate sau locuri de muncă bine plătite. 
Potrivit imamului Hisham Husainy, liderul centrului Kerbala din Dearborn, este necesar să se facă diferența între irakienii care au venit înainte de 1991 și cei care au sosit după aceea. După izbucnirea revoltei împotriva lui Saddam în 1991, mulți irakieni au plecat în Arabia Saudită, unde au fost ținuți  în taberele de refugiați, unii chiar timp de zece ani. Un număr de alți refugiați au scăpat din Irak în timpul războiului de opt ani cu Iran. Alți irakieni au fost capturați de forțele aliate în timpul primului război din Golf, iar unii au sosit aici după invazia americană din 2003. Acești irakieni au venit din Basra, al-Nasiriyya, al-Amarahand și Hawr al-Hamma. 
Mulți dintre acești refugiați au primit azil în America: dintre cei aproximativ 20 000 de refugiați care au emigrat în America după 1991, aproximativ 10 000 s-au stabilit în Dearborn. Mulți dintre acești refugiați au venit din Marshlands de Sud, unde ocupațiile lor principale erau agricultura și pescuitul, astfel încât nu aveau competențele tehnice și nu erau suficient de învățați pentru a se alătura industriei americane. Unii se plâng că diplomele lor irakiene nu sunt acceptate de instituțiile americane. 
În februarie 2007, guvernul american a anunțat că va accepta șapte mii de refugiați din Irak în anul următor. Acest lucru va crește probabil numărul de șiiți irakieni din America. Din 2003, irakienii s-au stabilit în diferite părți ale țării de la New York, Detroit, Chicago, Phoenix și Denver la Nashville, Omaha și Los Angeles, formând comunități unite oriunde s-au stabilit.
Comparativ cu celelalte grupuri șiite, nu este o exagerare constatarea că șiiții irakieni (mai ales refugiații recent sosiți) au cel mai profund "mit de întoarcere". Mulți dintre acești irakieni se simt exilați, un termen care sugerează o dorință și posibilitatea de a se întoarce în țara lor. În exil, nostalgia pentru patrie și simțul pierderii care îi însoțește continuă de multe ori pentru perioade lungi de timp. Astfel, în Statele Unite, mulți irakieni continuă să-și vorbească limbile materne și să limiteze interacțiunea cu membrii propriilor grupe de etnie religioasă sau religioasă, stabilind în acest proces insulele culturale din această țară. Imigranții irakieni care au posibilitatea de a se întoarce acasă nu se angajează în adaptarea culturală și politică necesară în comunitățile lor locale și nu încurajează interacțiunea cu societatea americană mai largă. 
Comunitățile șiite sunt acum situate în aproape toate orașele mari din America, având în vedere în special ritmul rapid al migrației din 1965. Spre deosebire de secolul 20, când a existat o dominare a șiismului libanez, comunitatea americană șiită este compusă din grupuri etnice și culturale foarte diverse,  majoritatea care s-au mutat și mutat din localitățile lor inițiale, din anii 1970. Ei sunt originari din Irak, Iran, Liban, subcontinentul Indian, statele din Golf, Africa de Est și părți din nordul Africii. Un număr tot mai mare de africani americani se convertesc acum la șiism,  după ce inițial erau convertiți la sunnism sau la „Națiunea Islamului” . Unele grupuri sufi cu predispoziții șiite au fost de asemenea înființate în Statele Unite.  De exemplu, în cadrul comunității iraniene din California există cel puțin trei organizații suficiente schimbările survenite. Legile americane privind imigrarea au dus la proliferarea migranților și au creat contextul general al migrației crescute către America . Condițiile socio-politice negative din Orientul Mijlociu, Pakistan și India au provocat o migrare mărită către Occident. Mai mult, revoluția islamică din Iran, condițiile sociopolitice defavorabile, conflictele civile din Pakistan și separarea acestuia de Bangladesh, programele din India, războiul  civil din Liban, condițiile socio-economice  nefaste din Africa de Est, exodul din Africa de Est în timpul regimului lui Idi Amin în Uganda și persecuția lui Hazara Shi’s de către regimul Taliban în Afganistan, au contribuit la creșterea  prezenței șiite în America.  De asemenea, șiiții provin și dintr-un mare număr de națiuni africane, inclusiv Kenya, Uganda, Madagascar, Tanzania, Mozambic, Congo, Burundi.
O estimare rezonabilă a numărului șiiților ar fi de cel puțin 20% din totalul populației musulmane americane. Astfel, comunitatea șiită din America este în prezent formată dintr-o varietate de oameni din multe națiuni, care reprezintă diverse medii lingvistice, naționale,  etnice și rasiale. Ca și alți musulmani, șiiții au venit în America, în căutarea libertății politice, religioase și economice, sau oportunități educaționale și profesionale. Acești imigranți reprezintă o gamă largă de ideolog==Bibliografie== ii islamice.
Observațiile mele asupra comunității șiite este bazată și pe angajament personal,înțelegere, bună percepție și cunoaștere a comunității, pe care le-am dobândit de-a lungul unui număr de ani. 